# ابراهیم سبعاوی ابراهیم
ابراهیم سباوی ابراهیم (عربی: أیمن سبعاوی إبراهیم) (۲۵ اکتبر ۱۹۸۳ - ۲۰ مه ۲۰۱۵، بغداد) برادرزاده ناتنی صدام حسین و یک چریک عضو داعش بود.
پدر ابراهیم، سباوی ابراهیم حسن التکریتی، برادر ناتنی صدام، به دلیل اطلاعات مخفی پیشرو دارای عنوان «شش الماس» در لیست تحت تعقیب ایالات متحده در عراق بود. سباوی ابراهیم حسن التکریتی و حداقل دو پسرش (ابراهیم سباوی ابراهیم و برادر بزرگترش ایمن سباوی ابراهیم) در فوریه ۲۰۰۵ در نزدیکی تکریت زادگاه صدام توسط نیروهای عراقی و ائتلاف دستگیر شدند. ابراهیم سال بعد در حین گذراندن دوران محکومیت خود (به دلیل نگهداری غیرقانونی سلاح و ساخت مواد منفجره مورد استفاده در حملات تروریستی) از زندانی در نزدیکی موصل فرار کرد. پدر او در سال ۲۰۱۳ بر اثر سرطان در بیمارستانی در بغداد درگذشت.

## مرگ
رسانه‌های عراقی بر اساس منابع حزب بعث و داعش گزارش دادند که ابراهیم سباوی ابراهیم در نبردی بین نیروهای ارتش عراق و شبه نظامیان شیعه مورد حمایت ایران در یا نزدیک پالایشگاه نفت مورد بحث در بیجی عراق، در ۲۰ می ۲۰۱۵ کشته شده‌است.